# Fajã do Calhau

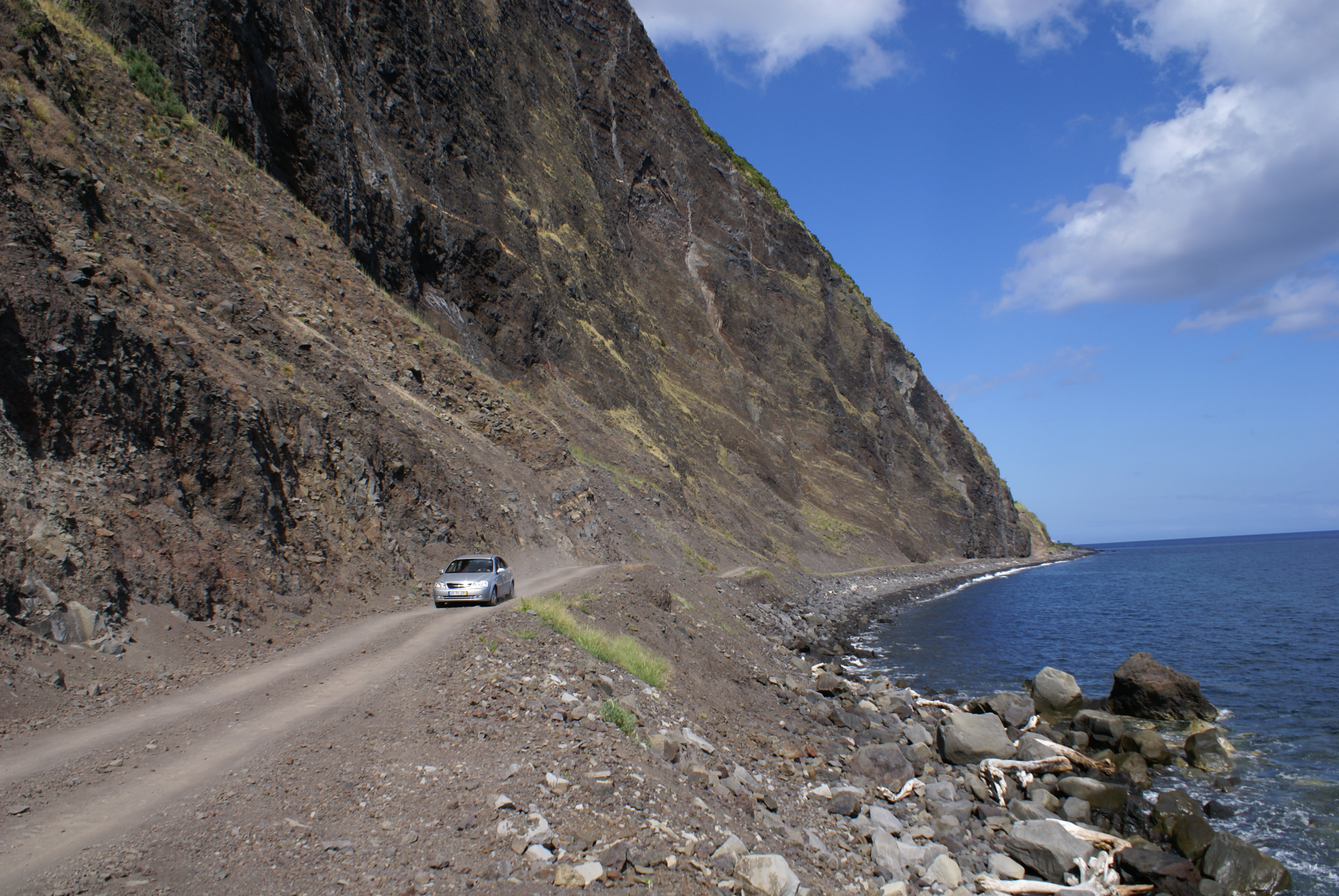
Fajã do Calhau, Caminho de acesso.

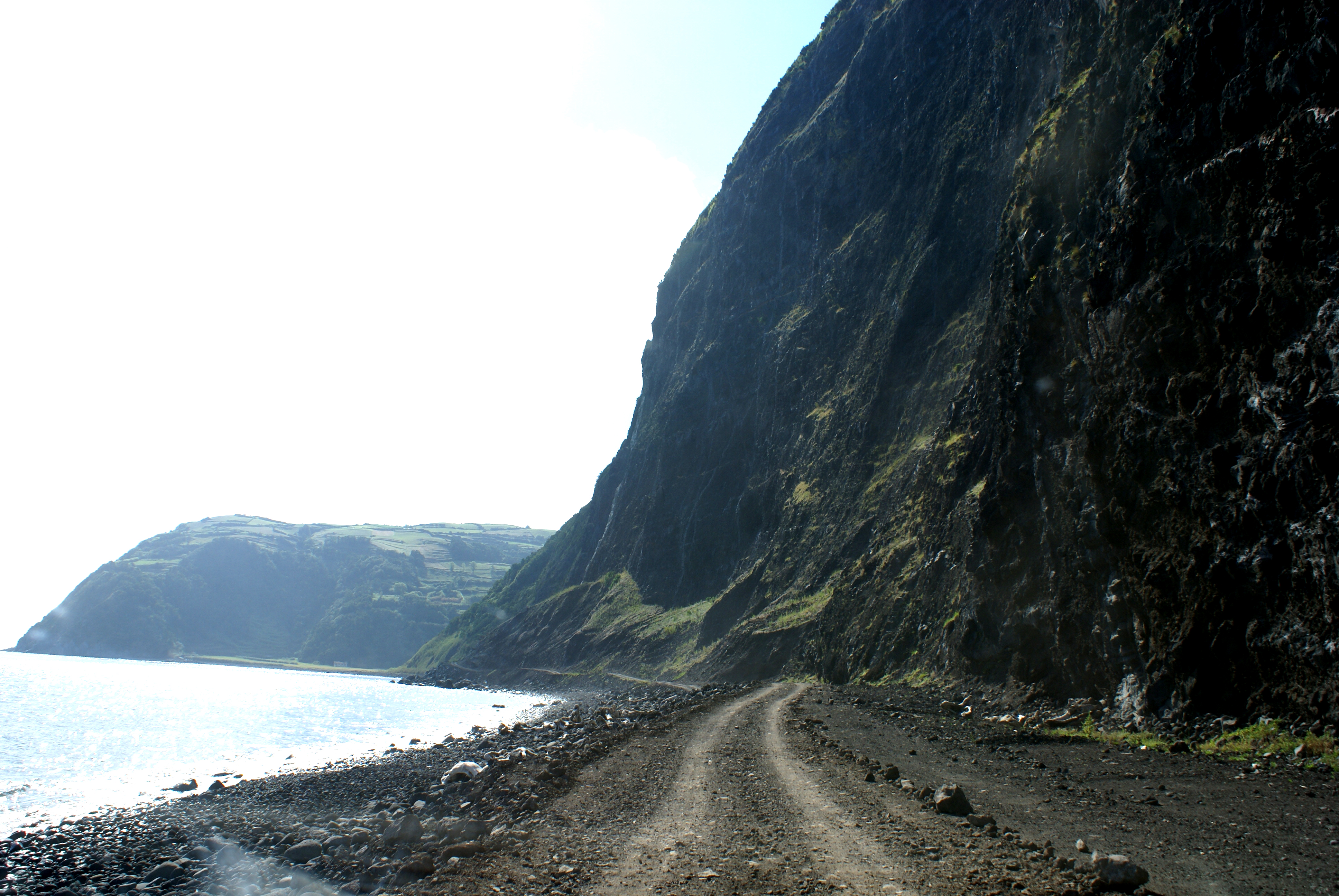
Fajã do Calhau, caminho de terra sub a falésia.

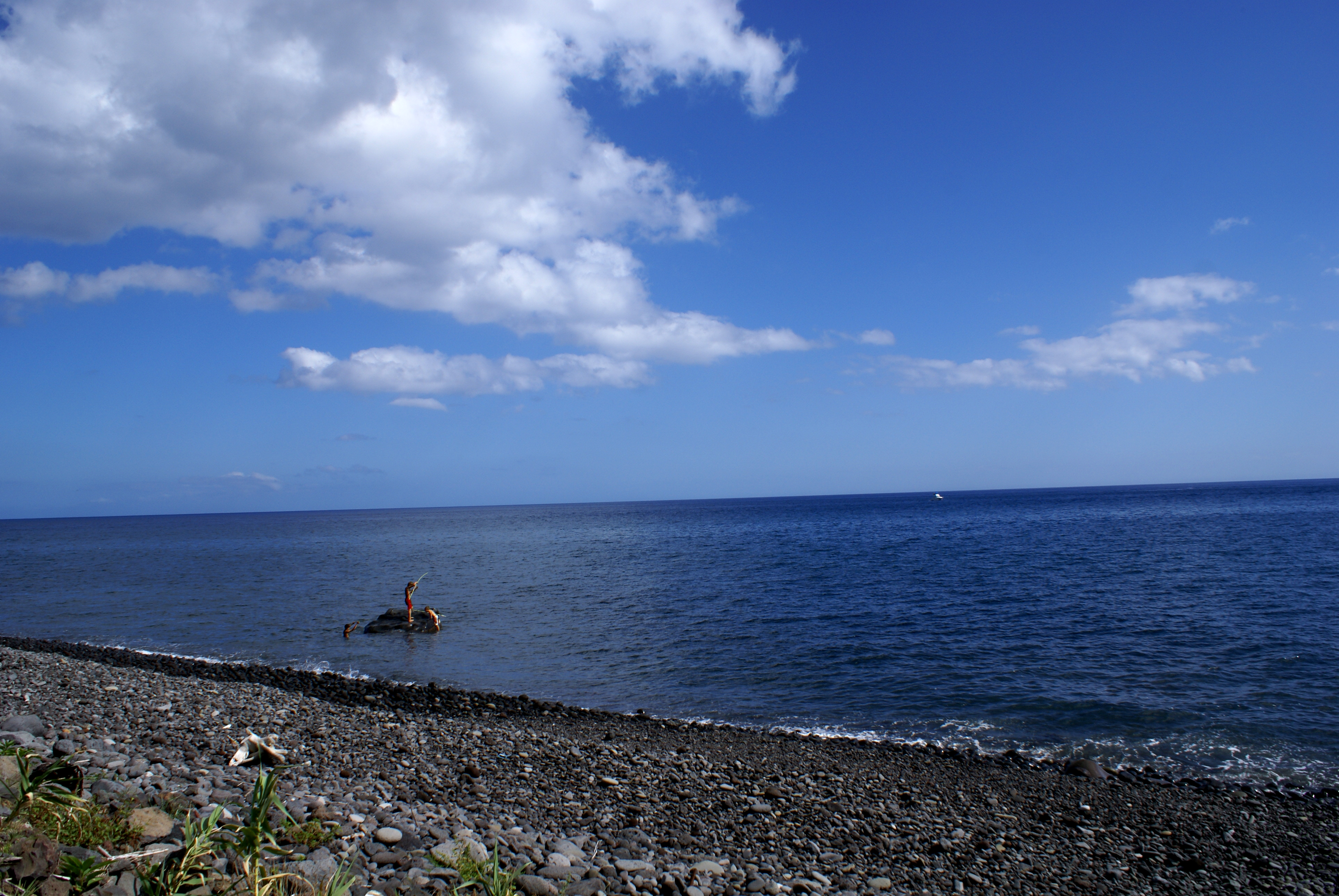
Fajã do Calhau, praia da calhau rolado.

A Fajã do Calhau faz parte do concelho da Povoação, ilha de São Miguel. Esta fajã encontra-se alojada no fundo de uma falésia que desce quase na vertical desde os 440 metros de altitude. Junto ao mar forma uma zona plana onde se encontra uma aldeia e uma extensa área de calhau rolado usada para banhos.
Aqui, e devido ao microclima de características amenas são cultivados certos produtos cujo cultivo não é possível em altitude.
Encontra-se entre as localidades do Faial da Terra e de Água Retorta, o acesso por estrada é feito a partir de uma estrada pela freguesia de Água Retorta.
Nesta fajã é possível observar várias das espécies de flora endémica da Macaronésia, como é o caso do Bracel (Fetusca petrae), da Erva Leiteira (Euphorbia azorica) da Azorina vidalii, da Faia da Terra (Myrica faya) e também algumas introduzidas como o Incenso (Pittosporum undulatum).
Aqui também se pode observar algumas espécies da avifauna dos Açores, como o Canário-da-terra (Serinus canária), o Melro-preto (Turdus merula azorensis), o Milhafre (Buteo buteo rothschildi), a Lavandeira (Cinerea patriciae).